# Autophila berioi
Autophila berioi là một loài bướm đêm trong họ Erebidae.